# Laakmolen

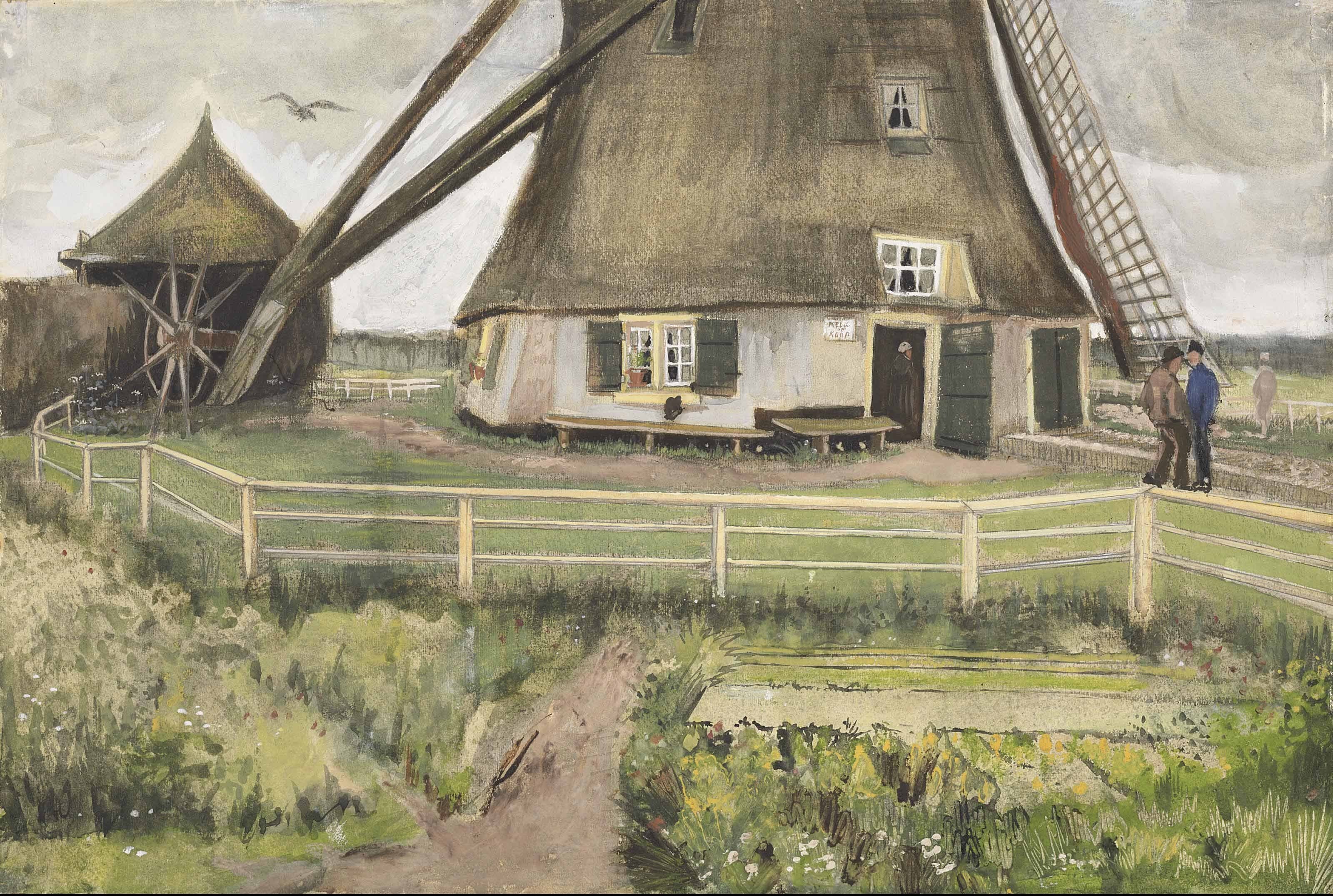
Vincent van Gogh - De Laakmolen in Den Haag

De Laakmolen is een poldermolen in het huidige Den Haag (Laakkwartier) gelegen aan de Haagse Vliet op de hoek van de Laakkade en de Trekweg. De Laakmolen, een 8-kante grondzeiler, dateert van 1699 en is deels gebouwd op de fundamenten van een vroegere molen. De molen is gebouwd in opdracht van het Hoogheemraadschap Delfland en moest er samen met de Broekslootmolen of Nieuwe Molen voor zorgen, dat het water in de Noordpolder op de gewenste hoogte bleef. Het water werd van het watertje de Laak in de boezem gemalen. De Haagse Vliet was het boezemwater.
Reeds in de 15e eeuw is er sprake van een watermolen op deze plaats. De molen, die een ouderdom kent van meer dan 500 jaar is daarmee de oudste –nog bestaande– molen van Den Haag. De molen stond 400 jaar op Rijswijks grondgebied. Kort na 1900 werd de grond bij 's-Gravenhage gevoegd. Rond de molen zou de Haagse wijk Molenwijk verschijnen.
Het galgenveld bij de Laakmolen werd al in de 15e eeuw gebruikt; dit galgenveld lag tot 1795 tussen de huidige Rijswijkseweg en de Haagse Vliet. De naamgeving van de molen houdt verband met de aanwezigheid van dit galgenveld.
In de oudste akten komt de molen voor als Raemolen, ook wel Raenmolen, hetgeen mogelijk verwijst naar het galgenveld, dat vol raderen (raddraaien) en galgen stond.
In de 18e eeuw worden de namen Galgmolen en Laakmolen door elkaar gebruikt.
Het galgenveld was ingericht om de geëxecuteerde (reeds dode) lichamen op te hangen als afschrikwekkend voorbeeld, voor degenen die de stad binnenkwamen.
Het terrein van de molen en het galgenveld was tot ongeveer de 20e eeuw Rijswijks grondgebied. De geëxecuteerden waren veroordeeld door het Hof van Holland en niet door de Magistraat van 's-Gravenhage. De laatste bestuurders hadden een eigen galgenveld aan de Scheveningseweg.
In 1938 ging het eigendomsrecht van de Laakmolen over van het Hoogheemraadschap Delfland naar de gemeente Den Haag. De toenmalige molenaar, die daar heftig tegen protesteerde was Jan van der Helm (1890-1975). Daardoor werd hij namelijk ambtenaar bij de gemeente en zou hij alleen overdag mogen malen terwijl een molenaar maalt wanneer het waait, ongeacht de tijd van de dag.
In 1966 werd de molen door het rijk op de monumentenlijst geplaatst. In 1982 werd de molen door brand zwaar beschadigd. In 1985 toen de restauratie bijna was afgerond, vond er opnieuw een brand plaats.
De landschappelijke waarde van de molen is gering. Hij staat ingebouwd tussen bomen en hoge gebouwen, met als naaste buurman het leegstaande kantoorgebouw (anno 2012) van de voormalige Keuringsdienst van Waren. Door ernstige windbelemmering draait de molen slechts bij hoge uitzondering. De molen heeft een maalverbod.
De molen is het onderwerp van een 1882 aquarel door Vincent van Gogh. Ook Jan Hendrik Weissenbruch heeft diverse schilderijen waarop de molen zichtbaar is zoals: De Trekvliet.

## Zie ook

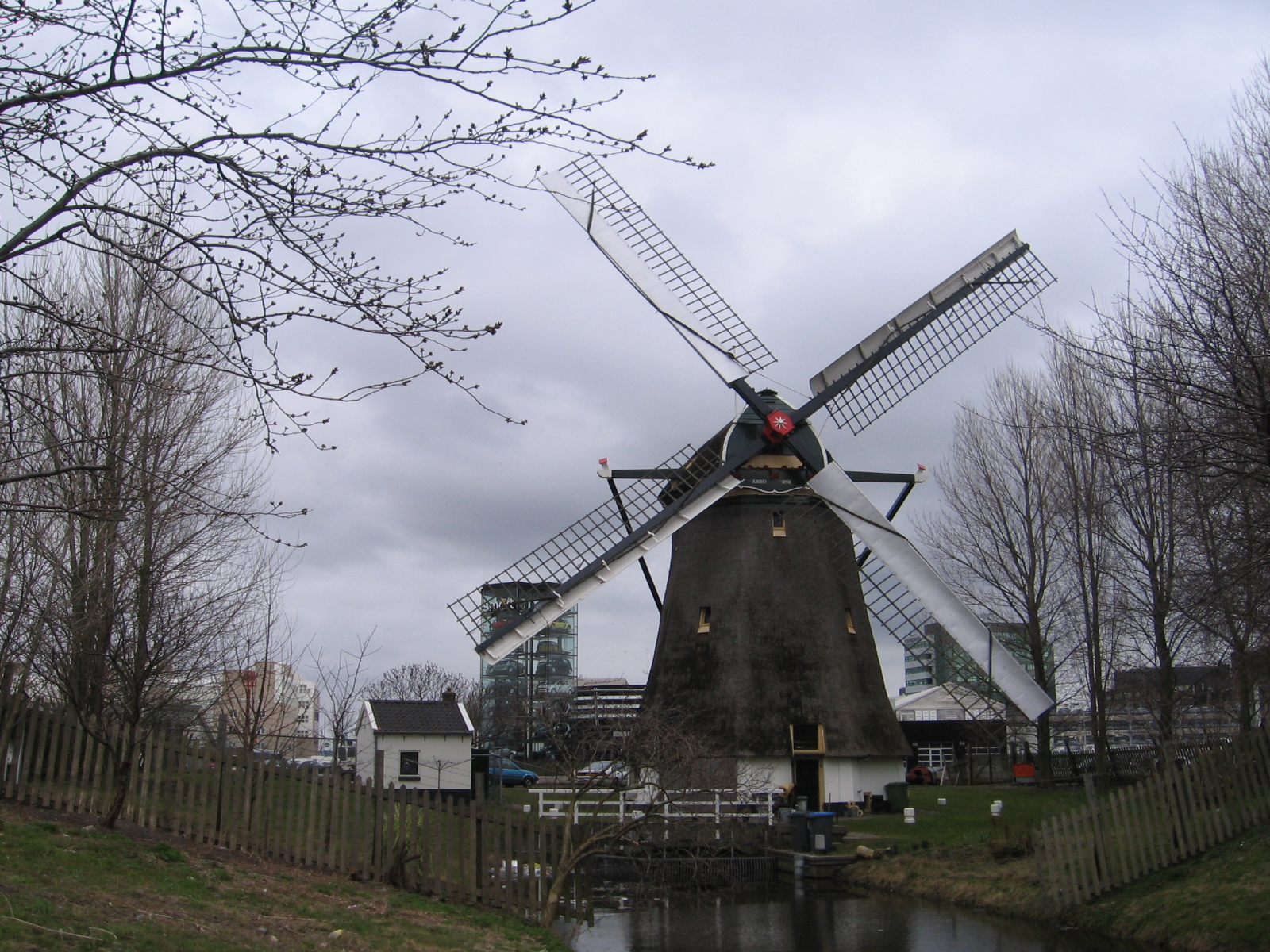
Laakmolen in de winter
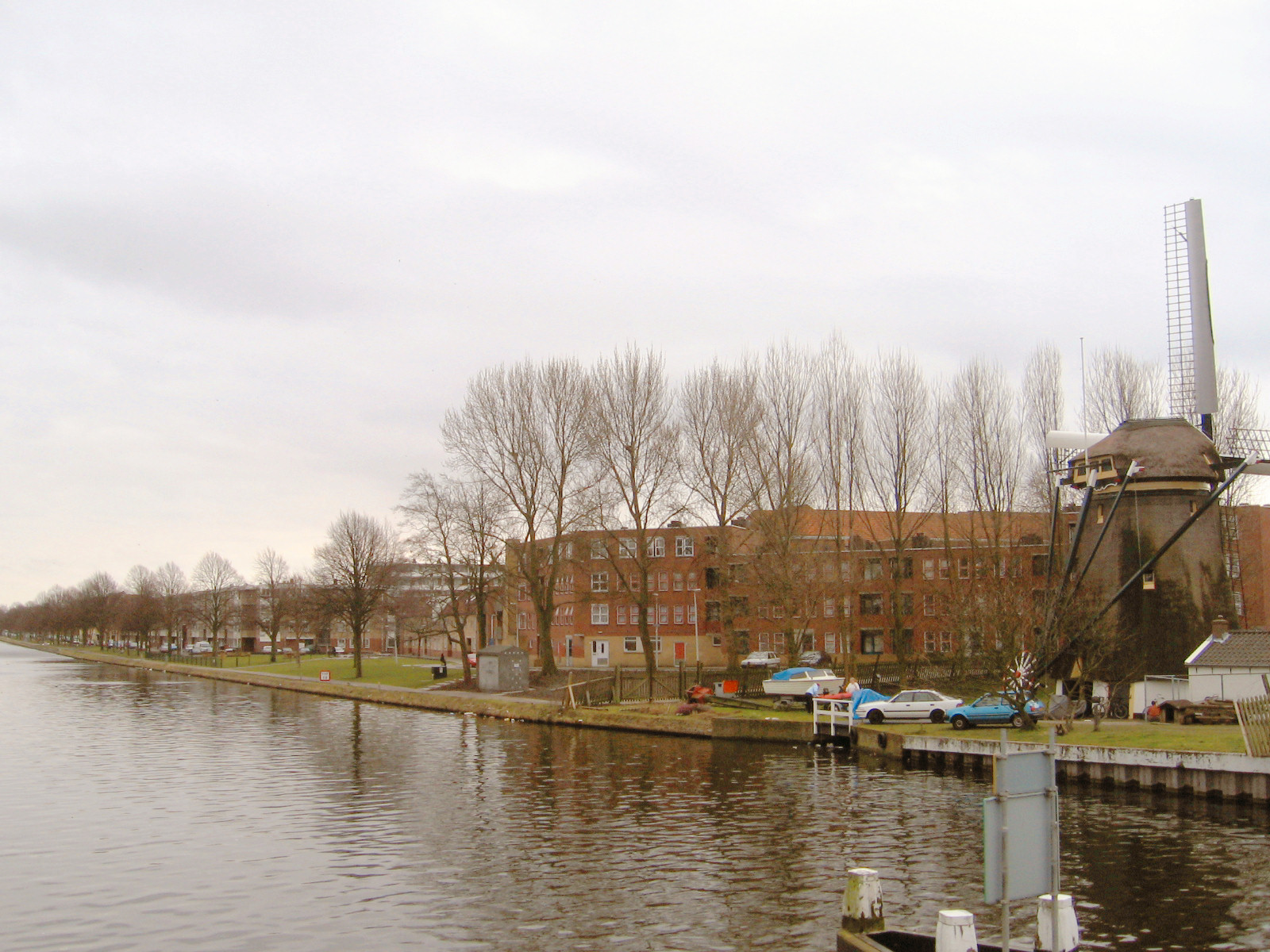
De Laakmolen is ingeklemd tussen hoge bomen en flatgebouwen
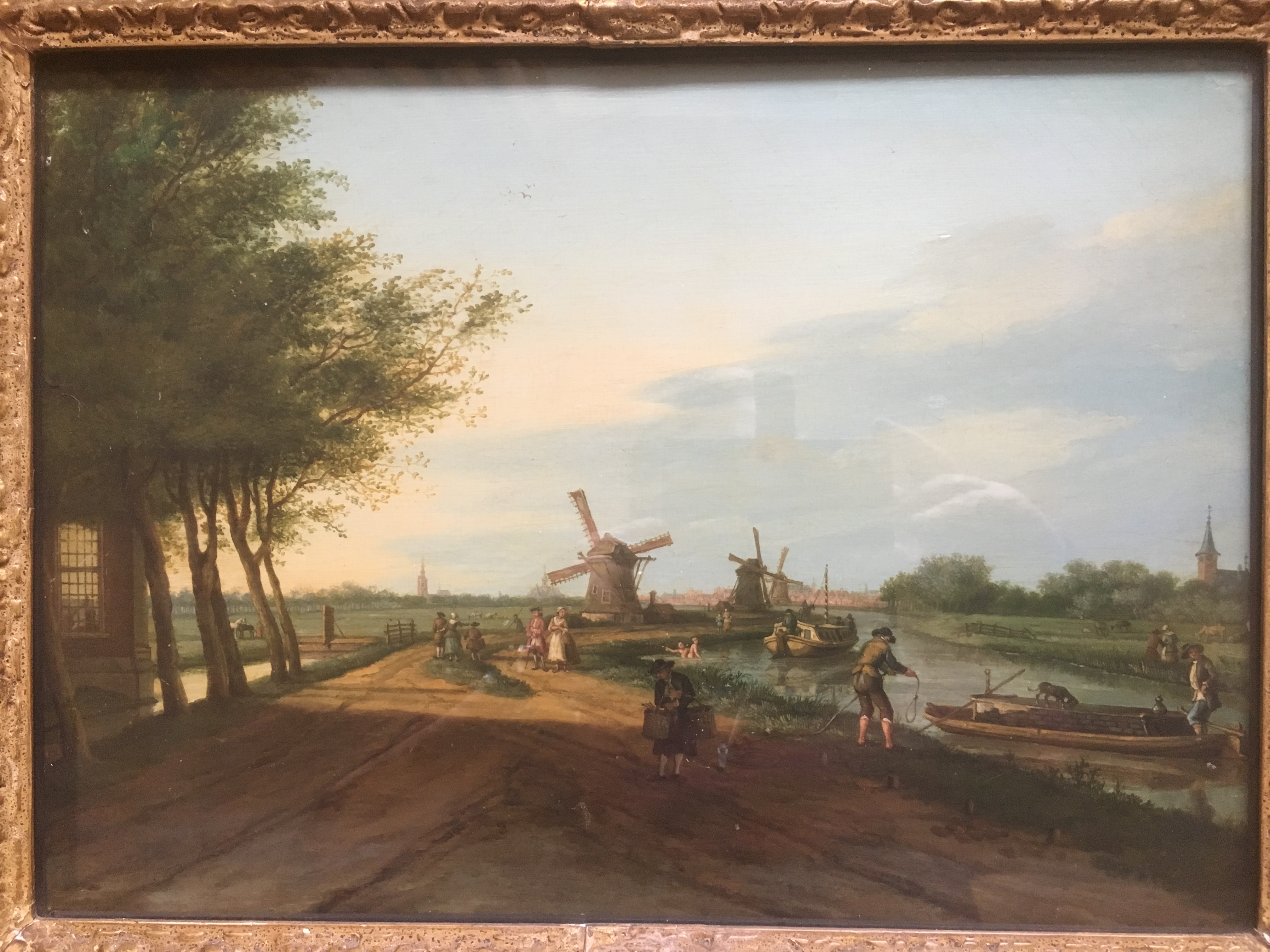
De Broekslootmolen, De Laakmolen, De Oude Veenmolen. P C La Fargue Circa 1765